# Mycetomyza sciarina
Mycetomyza sciarina är en tvåvingeart som beskrevs av Camillo Rondani 1856. Mycetomyza sciarina ingår i släktet Mycetomyza och familjen svampmyggor.
Artens utbredningsområde är Italien. Inga underarter finns listade i Catalogue of Life.